# Claude de Fournas
Pour les articles homonymes, voir Fournas.
Claude de Fournas de La Brosse est un homme politique français né le 20 janvier 1762 à Saint-Chamond (Loire) et mort le 22 février 1828 dans la même ville.
Gros industriel de Saint-Chamond, il est à la tête d'une manufacture de soieries. Il est député de la Loire de 1818 à 1828, siégeant dans la majorité soutenant les gouvernements de la Restauration.

## Sources
- « Claude de Fournas », dans Adolphe Robert et Gaston Cougny, Dictionnaire des parlementaires français, Edgar Bourloton, 1889-1891 [détail de l’édition] [texte sur Sycomore]